# Linia kolejowa nr 509
Linia kolejowa nr 509 – zelektryfikowana, w większości dwutorowa, pierwszorzędna linia kolejowa znaczenia państwowego łącząca stację Warszawa Główna Towarowa ze stacją Warszawa Gdańska.
Najczęściej przejeżdżają tędy pociągi towarowe, lecz w przyszłości mają tędy kursować także pociągi osobowe. Aby zrealizować ten cel planowana jest budowa między przystankiem Warszawa Gołąbki i stacją Warszawa Gdańska trzech nowych przystanków: Fort Wola, Wola Park i Powązkowska.
1 listopada 2019 r. został oddany do użytku nowy przystanek – Warszawa Powązki.